# سیارک ۲۶۱۶
سیارک ۲۶۱۶ (به انگلیسی: 2616 Lesya، نامگذاری:1970QV) دو هزار و ششصد و شانزدهمین سیارک کشف شده‌است که در ۲۸ اوت ۱۹۷۰ کشف شد.
قدر مطلق سیارک برابر ۱۲٫۵۰ است.